# Charlu
Charlu（シャルル、1995年1月5日 - ）は、日本の女性ラッパー。 RAPSTAR2024ファイナリスト。

## 来歴
CHARLES（読み方は現在と同じ）名義で、10代の頃より渋谷サイファーとしての活動やソロ活動を始め、戦極MCBATTLE にも参加。出産を期に活動休止していたが、2019年より活動復帰。2024年現在、二児のシングルマザー。2020年より名前のスペルをCharluに変更、初のフルアルバム『Go』をリリース。2024年、オーディション番組ラップスタア誕生に出演、ファイナリストに選出。ファイナルステージとして幕張メッセにてライブを行うも、ラップスタアには選出されなかった。同オーディションの応募楽曲『GIRI』およびCAMP STAGEで披露した『My Verse』をデジタルリリース。

## 逸話
- 1stアルバムに収録された『金返セ』は、相手への怒りを示唆する楽曲[2]。
- 自身では、かつてラップやヒップホップにいい印象はなかったが、18歳時に付き合っていた男性にヒップホップを勧められ、ラッパーANARCHYに衝撃を受けたことをきっかけとしてヒップホップを始めた。
- 一貫して『シャルル』を名前としている理由は、「意味は勇ましい男なのに、可愛らしい響きである」ことが「可愛らしい女の子」・「かっこいい男性」になりたい自分にピッタリだと思ったことを挙げている[7]。

## ディスコグラフィ

### シングル
| タイトル  | リリース日     | レーベル            |  | 出典 |
| --------- | -------------- | ------------------- |  | ---- |
| My Verse  | 2024年8月26日  |                     |  |      |
| Moonlight | 2024年11月13日 | Mary Joy Recordings |  |      |
| My Basket | 2025年5月14日  | Mary Joy Recordings |  |      |